# ワイヤービー
株式会社ワイヤービー（WireBee Inc.）は、かつて存在した日本の企業。本社は東京都千代田区二番町にあった。ブロードバンド・インターネット関連事業を行っていたほか、BS放送による委託放送事業者としてラジオ放送も展開していた。

## 概要
元々はマイラインの登録業務などの回線コンサルティング業務をメインとする企業として、2000年に設立された。その後はソフト開発も手がけるようになり、主に携帯電話向けのノイズキャンセラー技術や3Dゲーム関連技術について海外の企業からライセンスを受け、国内企業向けの受託開発を行うことを目指した。
一方、BSデジタルラジオにて音楽放送をしていたセント・ギガが、運営元の衛星デジタル音楽放送の中心人物の相次ぐ死去による求心力の低下や、加入者の伸び悩みに加え、大株主である任天堂からの支援打ち切りなどの影響から2001年7月25日に民事再生法の適用を申請して倒産。再生計画に基づき当社の傘下となった。2002年6月4日には、民事再生手続の終結が決定された。2003年3月31日付をもって衛星デジタル音楽放送は当社に吸収合併され、翌4月からは当社衛星音楽放送事業部門として局名を「クラブコスモ」（Club COSMO）と改め、放送を継続した。しかし、セント・ギガと同様に業績の低迷が続いた結果、同年7月に放送事業の売却を決定し、同年10月1日には同部門の営業権および無線局免許を別会社のWorld Independent Networks Japan（WINJ）に譲渡し、放送事業から撤退した。
当社は譲渡直後の2003年10月15日に破産し、2004年9月24日に破産廃止を経て法人格は消滅した。その時点で、税金さえ滞納した状態であった。
そのWINJも、2006年11月1日に放送機器メンテナンスの名目で放送を休止した。そのまま放送が再開することはなく、2007年11月14日付で放送法に基づく委託放送事業者の認定取り消し処分が下って放送終了。BSデジタルラジオ放送の歴史は、約4年後の2011年10月1日に参入する放送大学まで途切れることとなる。